# Bergün Filisur
Bergün Filisur é uma comuna da Suíça, situada na região de Albula, no cantão de Grisões. Tem 190,14 km² de área e sua população em 2018 foi estimada em 905 habitantes.
Foi criada em 1 de janeiro de 2018, a partir da fusão das antigas comunas de Bergün/Bravuogn e Filisur.